# B&G
Brookes and Gatehouse (B&G) ist ein Entwickler und Hersteller von fortgeschrittenen Messsystemen für Renn- und Kreuzfahrt-Segeljachten.
Ihre Ausrüstung kann auf vielen der führenden Segelrennjachten weltweit gefunden werden, einschließlich auf dem Großteil der Konkurrenten für Wettbewerbe wie den America’s Cup und dem Volvo Ocean Race.

## Geschichte
Das Unternehmen wurde 1956 von Major R. N. Gatehouse und Ronald Brookes, welche eine Partnerschaft im Vorjahr gebildet hatten um einen neuen Funkpeiler (RDF) zu entwickeln zur Verwendung bei privaten Segelbooten, gegründet. Im Jahr 1956 wurde der „Homer“ Empfänger produziert, von dem gesagt wird der erste RDF-Empfänger für den weltweiten Freizeit Marinemarkt zu sein.
Im Laufe der 1950er Jahre, erweiterte, B&G, dann mit Sitz in Lymington an der Südküste von England, seine Aktivitäten zu Echoloten und im Jahr 1960 seine ersten Tachos. Im Jahr 1966 wurde die Ketsch Gypsy Moth IV, die Jacht, die Sir Francis Chichester für seinen Weltumsegelungs Rekord benutzte, vollständig mit B&G Instrumenten ausgestattet.
In den 1970er und 1980er Jahren erneuerte sich B&G weiterhin schnell, was im Jahr 1981 ihnen den Design Council Award für ihr elektronischen Datenempfangssystem „Hercules“ einbrachte, was Computer zu der Freizeitschifffahrt einführte, was bis zum heutigen Tag noch so bleibt.
Das Unternehmen hat sich mehrmals verändert während seiner 53-jährigen Lebensdauer, heute ist es eine Tochtergesellschaft von Navico, dem norwegisch ansässigen Marktführer in der Marineelektronik. B&G bleibt jedoch ihr Hauptsitz nur wenige Kilometer von seinem Geburtsort, in Romsey, Hampshire. 2013 wurde die Produktion von B&G nach Mexiko verlagert und die Romsey Produktion geschlossen.

## Produkte
B&G produziert integrierte Messsysteme, die eine breite Palette von Daten in Bezug sowohl auf die Leistung und den äußeren Bedingungen sammeln und analysieren. Diese Informationen können dann an den Steuermann, Navigator und Besatzung und/oder analysiert durch Funktionen integrierter Datenverarbeitung angezeigt werden, um zusätzliche Informationsflüsse zu erzeugen, die der Jacht Crew ermöglichen, fundierte Entscheidungen im Hinblick auf die Performanceoptimierung und Navigationsstrategie und Taktik machen – vor allem in einem Wettbewerbsumfeld.
Durch die Daten, die gesammelt werden, wie scheinbare Windgeschwindigkeit, scheinbaren Windwinkel, Bootsgeschwindigkeit, Kurs, Position (Breite / Länge) und Tiefe kann durch die Kombination und Analyse dieser Eingänge kann ein B&G-System in Echtzeit Informationen wie wahre Windgeschwindigkeit, wahre Windrichtung, Kurs über Grund, Geschwindigkeit, Zeit und Entfernung zum nächsten Wegpunkt, und vieles mehr berechnen. Diese Daten können zusätzlich in taktische Navigationssoftware wie dem B&G-eigenen Deckman System zugeführt und analysiert werden, um es dem Navigator es zu ermöglichen, die schnellste und effizienteste Route zwischen zwei oder mehr Punkten zu entwickeln. Diese Informationen können auch in Autopilot-Systeme eingespeist werden.
Im Jahr 2008 war die B&G Produktpalette auf dem H3000 System zentriert, mit einer Vielzahl von Konfigurationen erhältlich für Boote aller Arten und Größen. Grand-Prix-Rennjachten besaßen normalerweise die bahnbrechende WTP2 (Wave-Technologie Processor), die für die Bewegung des Bootes durch das Wasser über einen Dreiachsengyro-Sensor noch größere Genauigkeit berechnen und auslesen von Daten kann als herkömmliche Systeme.
Neben Instrumentierung, konstruiert B&G auch Selbstlenkgetriebe für Segeljachten. Ihre Autopiloten wurden von vielen Rennfahrer, darunter Dame Ellen MacArthur benutzt.
Produktportfolio:
- Hydra 330
- Hydra 2
- Hydra 2000
- Hercules 690
- Hercules 790
- Hercules 2000
- H1000
- H2000
- H3000
- H5000
- WTP
- WTP2
- WTP3
- Deckman
- Zeus
- Triton